# 朱萨诺
朱萨诺（義大利語：Giussano），是意大利蒙萨和布里安萨省的一个市镇。总面积10.29平方公里，人口24363人，人口密度2367.6人/平方公里（2009年）。ISTAT代码为015107。